# Maxtor
Maxtor Corporation — американский производитель жёстких дисков. Основана в 1982 и приобретена компанией Seagate в 2006. В декабре 2005 года, незадолго до приобретения, Maxtor был третьим в мире по величине производителем жестких дисков. Некоторое время работал как дочерняя компания Seagate, продолжая выпускать жёсткие диски под собственным брендом.

## История

### Обзор
- В 1981 году трое бывших сотрудников IBM начали искать финансирование, и в следующем году была основана компания Maxtor.
- В 1983 году Maxtor представила свой первый продукт — Maxtor XT-1140.
- В 1985 году Maxtor подала первичное публичное размещение акций и начала торговаться на Нью-Йоркской фондовой бирже как "MXO".
- В 1990 году Maxtor купила производителя жёстких дисков MiniScribe[2].
- В 1992 году Maxtor приблизилась к банкротству и в 1993 году закрыла свои инженерные отделы в Сан-Хосе, штат Калифорния.
- В 1996 году Maxtor DiamondMax представила свою линейку жёстких дисков с DSP-архитектурой.
- В 2000 году Maxtor приобрела Quantum в качестве подразделения, которое изобрело для Maxtor интерфейс ATA/133 и помогло Maxtor оживить свой рынок серверных жёстких дисков[3].
- В 2006 году Maxtor за 1,9 миллиарда долларов была приобретена компанией Seagate Technology.